# Ахметов, Спартак Галеевич
Спарта́к Гале́евич Ахме́тов (род. 8 июня 1949 года, Стерлибашево, Башкирская АССР) — советский и российский государственный деятель, глава администрации городского округа город Стерлитамак (1992—2007), депутат Государственной думы Федерального собрания Российской Федерации пятого созыва, заместитель председателя Комитета Государственной Думы по Регламенту и организации работы Государственной Думы (2007—2011). Член партии «Единая Россия».

## Биография
1968 год — окончил Салаватский индустриальный техникум Миннефтехимпрома СССР.
1968—1970 — на действительной военной службе в Советской Армии.
1970—1986 — работа на инженерных и руководящих должностях в тресте «Стерлитамакстрой» и тресте «Востокнефтезаводмонтаж»
1979 год — окончил Уфимский нефтяной институт.
1986—1987 — второй секретарь Стерлитамакского городского комитета КПСС.
1987—1992 — председатель исполкома Стерлитамакского городского Совета.
1989 год — окончил Свердловскую высшую партийную школу.
С 1992 года — глава администрации г. Стерлитамака и депутат Палаты Представителей Государственного Собрания Башкирии.
2 декабря 2007 года избран депутатом Государственной Думы пятого созыва в составе федерального списка кандидатов, выдвинутого Всероссийской политической партией «Единая Россия».
Кандидат технических наук.

## Награды
- Орден «За заслуги перед Отечеством» IV степени[3]
- Орден Дружбы[4]
- Орден «Знак Почёта»
- Заслуженный строитель Российской Федерации[5]
- Заслуженный строитель Республики Башкортостан
- Почётный гражданин Стерлитамака[6].
- Почётная грамота Президента Российской Федерации[7]